# Lasioglossum caliginosum
Lasioglossum caliginosum là một loài Hymenoptera trong họ Halictidae. Loài này được Murao, Ebmer & Tadauchi mô tả khoa học năm 2006.